# كيسي براثر
كيسي براثر (بالإنجليزية: Casey Prather)‏ مواليد 29 مايو 1991 في جاكسون، هو لاعب كرة سلة أمريكي. بدأ مسيرته الاحترافية في سنة 2014. يلعب مع راتيوفارم أولم في الدوري الألماني لكرة السلة. يحمل الرقم 23. لعب مع برث وايلدكاتز وراتيوفارم أولم.

## روابط خارجية
- كيسي براثر على موقع سبورتس رفرنس (الإنجليزية)
- كيسي براثر على موقع كرة السلة الأوروبية.كوم (الإنجليزية)
- كيسي براثر على موقع كلية كرة السلة في سبورتس رفرنس.كوم (الإنجليزية)
- كيسي براثر على موقع ريلجم (الإنجليزية)
- كيسي براثر على موقع بروبوليرز (الإنجليزية)
- كيسي براثر على موقع سبورتس رفرنس (الإنجليزية)
- كيسي براثر على موقع سبورتس رفرنس (الإنجليزية)